# Flores (Azzorre)
L'isola Flores (in portoghese Ilha das Flores) è un'isola dell'arcipelago delle Azzorre. Centro abitato principale dell'isola è Santa Cruz das Flores, punto più elevato dell'isola è il vulcano inattivo Morro Alto (914 m s.l.m.).
Flores è divisa in due comuni (concelhos): Lajes das Flores (con sette freguesias: Fajã Grande, Fajãzinha, Fazenda, Lajedo, Lajes das Flores, Lomba e Mosteiro) e Santa Cruz das Flores (con quattro  freguesias: Caveira, Cedros, Ponta Delgada e Santa Cruz das Flores).
Dal 2009 l'isola di Flores è compresa nella lista delle riserve della biosfera dell'UNESCO. L'isola, insieme alla vicina isola di Corvo giace sulla Placca nordamericana, per questo, pur essendo politicamente il punto più occidentale dell'Europa, geologicamente appartiene alle Americhe. Flores possiede una superficie di 143 km² e una popolazione di circa 3.900 abitanti.

## Isolotto di Monchique

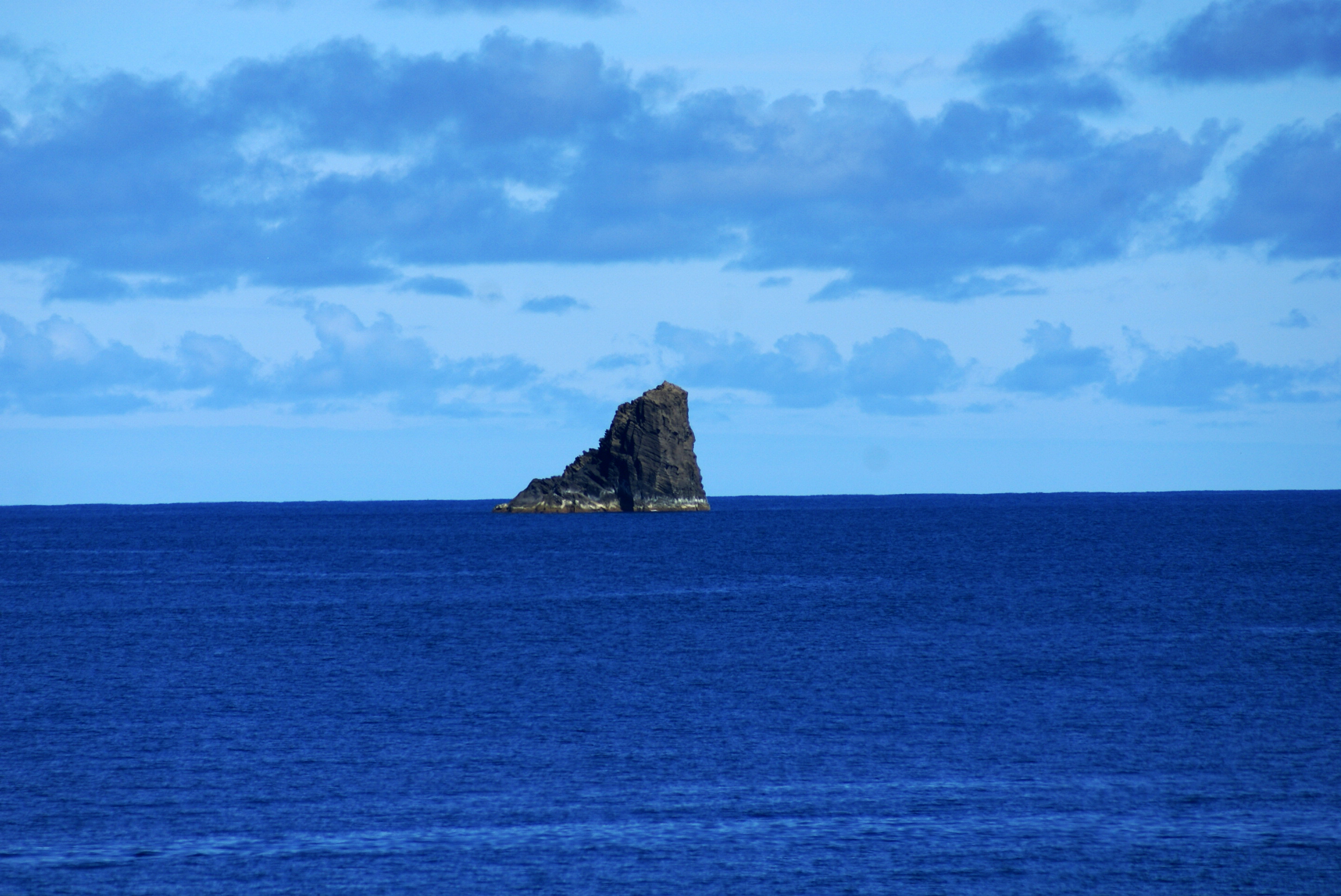
L'isolotto di Monchique, situato sulla placca nordamericana

L'isolotto di Monchique, nei pressi di Flores, è il punto più occidentale di tutto l'arcipelago delle Azzorre; ha coordinate 39°29′43″N 31°16′30″W. Considerando tutte le Azzorre come parte del continente europeo, l'isolotto è uno dei punti estremi dell'Europa: quello occidentale. Non tutti accettano tale primato, dato che Monchique si trova nella placca nordamericana.
Considerando solo la parte delle Azzorre che si trova sulla placca euroasiatica, il punto più occidentale d'Europa è la penisola del Capelo, vulcano Capelinhos, isola di Faial; escludendo le Azzorre, come pure alcuni autori fanno, il limite ovest del continente è invece capo Bjargtangar, promontorio di Látrabjarg, penisola di Vestfirðir, in Islanda.